# Sarakreek Airstrip
Sarakreek Airstrip is een landingsstrook in het goudmijngebied van het ressort Sarakreek in het district in het district Brokopondo in Suriname.
Er zijn rond de vijf maatschappijen die het vliegveld aandoen. Er zijn lijnvluchten naar Zorg en Hoop Airport in Paramaribo. 
De ondergrond van de landingsbaan is van gras. De baan heeft een lengte van circa 560 meter.